# Heinkel He 42
Heinkel HD 42 50, sau định danh lại Heinkel He 42 là một loại thủy phi cơ hai chỗ, được thiết kế cho Deutsche Verkehrsfliegerschule, và sau chế tạo cho Luftwaffe. Nó được dùng làm máy bay huấn luyện phi công cho đến khi Chiến tranh thế giới II kết thúc.

## Biến thể
HD 42mẫu thử
He 42C
He 42Dmẫu sản xuất loạt đầu tiên, 14 chiếc
He 42Emẫu sản xuất loạt thử hai, 189 chiếc

## Quốc gia sử dụng
Bulgaria
 Germany
- Luftwaffe

 Thụy Điển

## Tính năng kỹ chiến thuật (He 42)

### Đặc điểm riêng
- Tổ lái: 2
- Chiều dài: 10.5 m (34.4 ft)
- Sải cánh: 14 m/13 m (46 ft/43 ft)
- Chiều cao: 4.5 m (14.76 ft)
- Diện tích cánh: 56.03 m² (603.10 ft²)
- Trọng lượng rỗng: 1,550 kg (3,417 lb)
- Trọng lượng có tải: 2,150 kg (4,740 lb)
- Động cơ: 1 × Junkers L5G, 221 kW (330 PS, 296 hp)

### Hiệu suất bay
- Vận tốc cực đại: 185 km/h (115 mph)
- Vận tốc hành trình: 160 km/h (99 mph)
- Tầm bay: 800 km (497 mi)
- Trần bay: 3,700 m (12,139 ft)